# رافاييل دي جينارو
رافاييل دي جينارو (بالإيطالية: Raffaele Di Gennaro)‏ (3 أكتوبر 1993 في إيطاليا - ) هو لاعب كرة قدم إيطالي في مركز حراسة المرمى. شارك مع منتخب إيطاليا تحت 16 سنة لكرة القدم ومنتخب إيطاليا تحت 20 سنة لكرة القدم. أما مع النوادي، فقد لعب مع إنتر ميلان ونادي سبيزيا ونادي سيتاديلا ولاتينا كالتشيو.

## وصلات خارجية
- رافاييل دي جينارو على موقع الاتحاد الأوربي (الإنجليزية)
- رافاييل دي جينارو على موقع إي إس بي إن إف سي (الإنجليزية)
- رافاييل دي جينارو على موقع قاعدة بيانات كرة القدم.إي يو (الإنجليزية)
- رافاييل دي جينارو على موقع Soccerway.com (الإنجليزية)
- رافاييل دي جينارو على موقع عالم كرة القدم.نت (الإنجليزية)
- رافاييل دي جينارو على موقع AS.com (الإسبانية)